# Samut Sakhon (província)
Samut Sakhon é uma província da Tailândia. Sua capital é a cidade de Samut Sakhon.